# Kabinet-Ruijs de Beerenbrouck II
Dit artikel geeft een overzicht van alle ministers die actief waren tijdens de regeerperiode van het kabinet-Ruijs de Beerenbrouck II.
Het kabinet was in wezen een voortzetting van het vorige kabinet, Ruijs de Beerenbrouck I, dat demissionair was geworden na de Tweede Kamerverkiezingen van 1922. Hoewel het kabinet op 18 september 1922 aantrad, werd het eerst op 21 september 1922 beëdigd vanwege afwezigheid van de koningin, die op reis was naar de Scandinavische landen. Zij was ook op Prinsjesdag 1922 niet aanwezig. Wel aanwezig waren daar twee onbeëdigde ministers, Van Swaaij en Westerveld, die niet in het vorige kabinet hadden gezeten. 
Bij het aantreden van het kabinet werd geen aparte minister van Landbouw, Nijverheid en Handel benoemd, hangende een voorgenomen reorganisatie. De functie van minister werd ad interim waargenomen door Ruijs de Beerenbrouck. Op 1 januari 1923 werd het departement gesplitst: het ministerie van Binnenlandse Zaken werd omgevormd tot het ministerie van Binnenlandse Zaken en Landbouw; het ministerie van Arbeid werd omgevormd tot het ministerie van Arbeid, Handel en Nijverheid.
Op 26 oktober 1923 diende het kabinet zijn ontslag in nadat de Tweede Kamer het wetsontwerp inzake de vlootwet had verworpen. Er werd gepoogd een nieuw kabinet te vormen, maar deze pogingen mislukten. Uiteindelijk werd door de koningin op 7 januari 1924 het verzoek om ontslag niet ingewilligd en bleef het kabinet aan. De vlootwetcrisis had 73 dagen geduurd.

## Ministers
| Ambtsbekleders                                              | Ambtsbekleders                          | Ambtsbekleders                                              | Ministers / Ministerie | Ministers / Ministerie              | Termijn                                         | Partij                        |
| ----------------------------------------------------------- | --------------------------------------- | ----------------------------------------------------------- | ---------------------- | ----------------------------------- | ----------------------------------------------- | ----------------------------- |
|                                                             | Ch.J.M. (Charles) Ruijs de Beerenbrouck | jhr.mr. Ch.J.M. (Charles) Ruijs de Beerenbrouck (1873–1936) | Voorzitter             | Voorzitter                          | 9 september 1918 – 4 augustus 1925              | RKSP                          |
| Minister                                                    | Ch.J.M. (Charles) Ruijs de Beerenbrouck | jhr.mr. Ch.J.M. (Charles) Ruijs de Beerenbrouck (1873–1936) | Binnenlandse Zaken     |                                     | 9 september 1918 – 4 augustus 1925              | RKSP                          |
|                                                             | H.A. (Herman) van Karnebeek             | jhr.mr.dr. H.A. (Herman) van Karnebeek (1874–1942)          | Minister               | Buitenlandse Zaken                  | 9 september 1918 – 1 april 1927                 | O (Oud- Liberaal)             |
|                                                             | D.J. (Dirk Jan) de Geer                 | jhr.mr. D.J. (Dirk Jan) de Geer (1870–1960)                 | Minister               | Financiën                           | 28 juli 1921 – 11 augustus 1923 (afgetreden)    | CHU                           |
|                                                             | H. (Hendrik) Colijn                     | H. (Hendrik) Colijn (1869–1944)                             | Minister               | Financiën                           | 11 augustus 1923 – 8 maart 1926                 | ARP                           |
|                                                             | T. (Theo) Heemskerk                     | mr. T. (Theo) Heemskerk (1852–1932)                         | Minister               | Justitie                            | 9 september 1918 – 4 augustus 1925              | ARP                           |
|                                                             | Ch.J.M. (Charles) Ruijs de Beerenbrouck | jhr.mr. Ch.J.M. (Charles) Ruijs de Beerenbrouck (1873–1936) | Minister               | Landbouw, Nijverheid en Handel      | 13 september 1922 – 1 januari 1923 (waarnemend) | RKSP                          |
|                                                             | P.J.M. (Piet) Aalberse                  | mr. P.J.M. (Piet) Aalberse (1871–1948)                      | Minister               | Arbeid, Handel en Nijverheid        | 1 januari 1923 – 4 augustus 1925                | RKSP                          |
|                                                             | J.J.C. van Dijk                         | J.J.C. van Dijk (1871–1954)                                 | Minister               | Oorlog                              | 28 juli 1921 – 4 augustus 1925                  | ARP                           |
|                                                             |                                         | E.P. (Evert Pieter) Westerveld (1873–1964)                  | Minister               | Marine                              | 18 september 1922 – 4 augustus 1925             | O (Conservatief- liberalisme) |
|                                                             | P.J.M. (Piet) Aalberse                  | mr. P.J.M. (Piet) Aalberse (1871–1948)                      | Minister               | Arbeid                              | 25 september 1918 – 1 januari 1923              | RKSP                          |
|                                                             | J.T. (Johannes Theodoor) de Visser      | dr. J.T. (Johannes Theodoor) de Visser (1857–1932)          | Minister               | Onderwijs, Kunsten en Wetenschappen | 25 september 1918 – 4 augustus 1925             | CHU                           |
|                                                             | G.J. van Swaaij                         | dr.ir. G.J. van Swaaij (1867–1945)                          | Minister               | Waterstaat                          | 18 september 1922 – 4 augustus 1925             | RKSP                          |
|                                                             | S. (Simon) de Graaff                    | S. (Simon) de Graaff (1861–1953)                            | Minister               | Koloniën                            | 13 november 1919 – 4 augustus 1925              | O (Conservatief– Protestants) |
| Bron: Kabinet-Ruijs de Beerenbrouck II Parlement & Politiek |                                         |                                                             |                        |                                     |                                                 |                               |

Schimmelpenninck ·
De Kempenaer-Donker Curtius ·
Thorbecke I ·
Van Hall-Donker Curtius ·
Van der Brugghen ·
Rochussen ·
Van Hall-Van Heemstra ·
Van Zuylen van Nijevelt-Van Heemstra ·
Thorbecke II ·
Fransen van de Putte ·
Van Zuylen van Nijevelt ·
Van Bosse-Fock ·
Thorbecke III ·
De Vries-Fransen van de Putte ·
Heemskerk-Van Lynden van Sandenburg ·
Kappeyne van de Coppello ·
Van Lynden van Sandenburg ·
Heemskerk Azn. ·
Mackay ·
Van Tienhoven ·
Röell ·
Pierson ·
Kuyper ·
De Meester ·
Heemskerk ·
Cort van der Linden ·
Ruijs de Beerenbrouck I ·
Ruijs de Beerenbrouck II ·
Colijn I ·
De Geer I ·
Ruijs de Beerenbrouck III ·
Colijn II ·
Colijn III ·
Colijn IV ·
Colijn V ·
De Geer II ·
Gerbrandy I ·
Gerbrandy II ·
Gerbrandy III ·
Schermerhorn-Drees ·
Beel I ·
Drees-Van Schaik ·
Drees I ·
Drees II ·
Drees III ·
Beel II* ·
De Quay ·
Marijnen ·
Cals ·
Zijlstra* ·
De Jong ·
Biesheuvel I ·
Biesheuvel II* ·
Den Uyl ·
Van Agt I ·
Van Agt II ·
Van Agt III* ·
Lubbers I ·
Lubbers II ·
Lubbers III ·
Kok I ·
Kok II ·
Balkenende I ·
Balkenende II ·
Balkenende III* · 
Balkenende IV ·
Rutte I ·
Rutte II · 
Rutte III ·
Rutte IV ·  
Schoof

* rompkabinet